# Zonder titel (Dik Box, Amsterdam-Oost)
Op de oostelijke oever van de Amstel, Amsterdam-Oost staat een titelloos kunstwerk. Het werk staat daar waar het voetgangersgebied van de Amstelboulevard uitkomt op het fietspad van de Omval.
Het kunstwerk bestaat uit twee draaiarmen die op twee staketsels staan langs het fietspad van de Amstelboulevard. De kunstenaar Dik Box, hij rekende zich tot de stroming Universal Moving Artists, maakte destijds meerdere van dit soort installaties, bijvoorbeeld voor in Rotterdam (bij de Willemsbrug) en ook in Zoetermeer. De installaties waren (meest) van aluminium profielen en zwaar. Hoe zwaar de installatie dan ook is, de armen bewegen als gevolg van wind die er langs scheert. Het kunstwerk ziet er daarom altijd anders uit. Box stond destijds bekend vanwege zijn zware en beweeglijke objecten; later zou hij juist kiezen voor lichtere materialen zoals hout, maar beweeglijkheid bleef een thema in zijn oeuvre.
Het beeld stond eerst in de Dapperbuurt op de Dappermarkt.